# Jonathon Blum
Jonathon Blum (* 30. Januar 1989 in Long Beach, Kalifornien) ist ein US-amerikanischer Eishockeyspieler, der seit Juli 2025 beim italienischen Klub HC Pustertal aus der ICE Hockey League unter Vertrag steht und dort auf der Position des Verteidigers spielt. Zuvor bestritt Blum unter anderem 122 Spiele für die Nashville Predators und Minnesota Wild in der National Hockey League (NHL).

## Karriere

### Western Hockey League
Jonathon Blum wurde in Long Beach geboren und wuchs in Rancho Santa Margarita auf. Bis 2005 ging er für die California Wave aufs Eis und wurde beim Bantam Draft der Western Hockey League (WHL) in der siebten Runde von den Vancouver Giants ausgewählt. In seiner Rookie-Saison in der WHL 2005/06 erzielte er 24 Scorerpunkte. In den Play-offs gelangen Blum acht weitere Punkte und die Vancouver Giants gewannen als Meister der WHL den President’s Cup, zudem erspielte sich die Mannschaft eine Teilnahme am Memorial Cup 2006. In der Spielzeit darauf erreichte Vancouver erneut die Finalrunde der Western Hockey League, dort unterlag das Team den Medicine Hat Tigers in der Best-of-Seven-Serie mit 3:4-Spielen. Die Giants waren als Gastgeber des Memorial Cups 2007 automatisch qualifiziert. Im Finale dieses Wettbewerbs trafen die Giants auf die Hat Tigers. Die Vancouver Giants setzten sich mit 3:1 Toren durch und gewannen ihren ersten Memorial Cup.
Vor dem anstehenden NHL Entry Draft, einer jährlichen Veranstaltung, bei der sich Franchises der National Hockey League (NHL) die Rechte an hoffnungsvollen Nachwuchsspielern sichern können, wurde der Kanadier als 17. bester nordamerikanischer Nachwuchsspieler bewertet. Während des Drafts wurde Blum in der ersten Runde an insgesamt 23. Position von den Nashville Predators ausgewählt. Blum nahm am Trainingslager der Predators teil, wurde jedoch nicht für das Team nominiert und zurück zu den Giants geschickt. Wenig später unterschrieb er bei den Predators einen Einstiegsvertrag über drei Jahre.

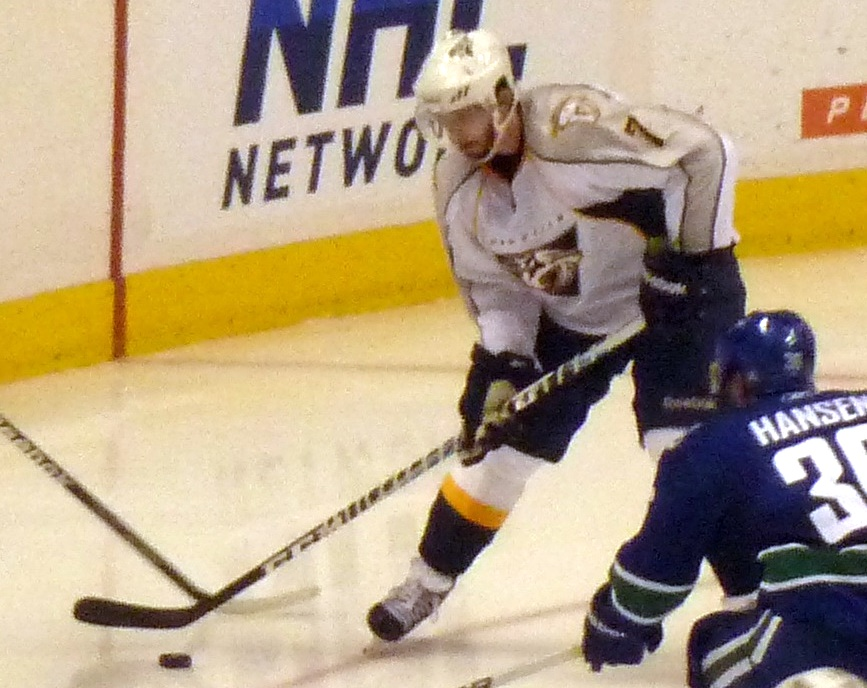
Blum im Trikot der Nashville Predators (2011)

Zu Beginn der WHL-Saison 2008/09 wurde Blum zum Mannschaftskapitän der Vancouver Giants ernannt. Nachdem der Abwehrspieler in den ersten zehn Spielen der Saison 14 Punkte erzielt hatte, wurde er zum Spieler des Monats September/Oktober ernannt. Der US-Amerikaner beendete die Spielzeit mit insgesamt 66 Scorerpunkten in 51 Partien und wurde mit der Bill Hunter Memorial Trophy als bester Verteidiger der Western Hockey League ausgezeichnet. Zudem wurde er in das WHL First All-Star-Team gewählt. Bei der Wahl zum Defenceman of the Year der Canadian Hockey League setzte er sich gegen Ryan Ellis (OHL) und Dmitri Kulikow (LHJMQ) durch. In den Play-offs dieser Saison schieden die Giants im Finale der Western Conference gegen die Kelowna Rockets aus.

### Karriere als Profispieler
Nach dem Playoff-Aus der Giants wurde Jonathon Blum in den Kader der Milwaukee Admirals, Nashvilles Farmteam aus der American Hockey League (AHL), berufen, um das Team in der Meisterschaftsendrunde der AHL-Saison 2008/09 zu unterstützen. Die Admirals trafen in der zweiten Play-off-Runde auf die Houston Aeros und schieden nach sieben Partien aus. Der Spieler absolvierte auch die folgende Spielzeit in Milwaukee. Blum erzielte in 80 Partien 41 Punkte, bevor die Mannschaft in der ersten Play-off-Runde den Chicago Wolves unterlag. Nachdem er auch die AHL-Saison 2010/11 bei den Milwaukee Admirals begonnen hatte, wurde er am 22. Februar 2011 in den Kader der Nashville Predators berufen und verbrachte den Rest der Saison in der NHL. Im Juli 2013 unterzeichnete Blum einen Zwei-Wege-Vertrag über ein Jahr mit den Minnesota Wild. Im Rahmen der Saisonvorbereitung konnte sich Blum nicht für den NHL-Kader anbieten und wurde somit im September 2013 in die AHL zu den Iowa Wild transferiert.
Ab August 2015 stand Blum bei Admiral Wladiwostok aus der Kontinentalen Hockey-Liga unter Vertrag und gehörte dort in den folgenden zweieinhalb Spielzeiten zu den prägenden Spielern, so vertrat er die Mannschaft beim KHL All-Star Game 2016. Zudem war er in der Saison 2016/17 Mannschaftskapitän beim Team aus der Fernen Osten. Im Dezember 2017 wechselte Blum innerhalb der KHL zum HK Sotschi. Dort stand er bis zum Ende der Saison 2017/18 unter Vertrag, war anschließend ohne Vertrag und erhielt erst im November 2018 einen neuen Kontrakt beim HK Dinamo Minsk. Im Sommer 2019 verließ er die KHL und wurde vom Färjestad BK aus der Svenska Hockeyligan für zwei Jahre verpflichtet und erzielte in 103 Einsätzen 12 Tore und 39 Assists.
Im Mai 2021 wurde er von EHC Red Bull München aus der Deutschen Eishockey Liga (DEL) unter Vertrag genommen und gewann mit dem Team in seinem ersten DEL-Jahr die Vizemeisterschaft. Im Jahr darauf feierte der Kanadier den Gewinn der Deutschen Meisterschaft mit dem EHC Red Bull. Nach vier Jahren verließ Blum die Münchener und wechselte zum italienischen Klub HC Pustertal in den Spielbetrieb der ICE Hockey League.

### International
Jonathon Blum vertrat die US-amerikanische U20-Nationalmannschaft erstmals bei der U20-Junioren-Weltmeisterschaft 2008. Die Mannschaft belegte bei diesem Turnier den vierten Platz. Der Verteidiger kam auch bei der U20-Junioren-Weltmeisterschaft 2009 zum Einsatz. Blum lief bei diesem Wettbewerb als Mannschaftskapitän der US-Amerikaner auf und belegte am Ende mit seinem Team den fünften Platz.
Für die A-Nationalmannschaft debütierte der Verteidiger im Rahmen des Deutschland Cup 2017 und gehörte wenig später auch zum Aufgebot des Team USA für die Olympischen Winterspiele 2018. Dort erreichte er mit der Mannschaft, die ohne NHL-Spieler antrat, den siebten Platz.

## Erfolge und Auszeichnungen
| - 2006 President’s-Cup-Gewinn mit den Vancouver Giants - 2007 Teilnahme am CHL Top Prospects Game - 2007 WHL Plus-Minus Award - 2007 Memorial-Cup-Gewinn mit den Vancouver Giants - 2008 WHL West Second All-Star-Team - 2008 WHL-Spieler des Monats September/Oktober | - 2009 WHL West First All-Star-Team - 2009 Bill Hunter Memorial Trophy - 2009 CHL Defenceman of the Year - 2016 Teilnahme am KHL All-Star Game - 2022 Deutscher Vizemeister mit dem EHC Red Bull München - 2023 Deutscher Meister mit dem EHC Red Bull München |

## Karrierestatistik
Stand: Ende der Saison 2024/25

### International
Vertrat die USA bei:
- Ivan Hlinka Memorial Tournament 2007
- U20-Weltmeisterschaft 2008
- U20-Weltmeisterschaft 2009
- Olympischen Winterspielen 2018

(Legende zur Spielerstatistik: Sp oder GP = absolvierte Spiele; T oder G = erzielte Tore; V oder A = erzielte Assists; Pkt oder Pts = erzielte Scorerpunkte; SM oder PIM = erhaltene Strafminuten; +/− = Plus/Minus-Bilanz; PP = erzielte Überzahltore; SH = erzielte Unterzahltore; GW = erzielte Siegtore; 1 Play-downs/Relegation; Kursiv: Statistik nicht vollständig)